# Min (bůh)
Min (přesněji pravděpodobně Menu, též Amune-Min) je ithyfalicky zobrazovaný antropomorfní staroegyptský bůh doložený od předdynastické doby. Původně snad byl uctíván v podobě kamenného fetiše, je také spojován s kultickým předmětem neznámého významu. Reprezentuje princip plodnosti, vegetace a úrody.